# Hirofumi Moriyasu
Hirofumi Moriyasu (森安 洋文?, Moriyasu Hirofumi; Dallas, 23 aprile 1985) è un ex calciatore giapponese, di ruolo centrocampista.